# 布利尼 (默兹省)
布利尼（法語：Bouligny，法語發音：[buliɲi]）是法国默兹省的一个市镇，属于凡尔登区。

## 地理
布利尼（49°17'30"N, 5°44'33"E）面积10.99 平方千米，位于法国大東部大區默兹省，该省份为法国西北部内陆省份，北与比利时接壤，西接马恩省和阿登省，南至上马恩省和孚日省，东临默尔特-摩泽尔省。
与布利尼接壤的市镇（或旧市镇、城区）包括：阿夫莱维尔、栋普里、茹德勒维尔、皮耶讷、多马里-巴龙库尔。

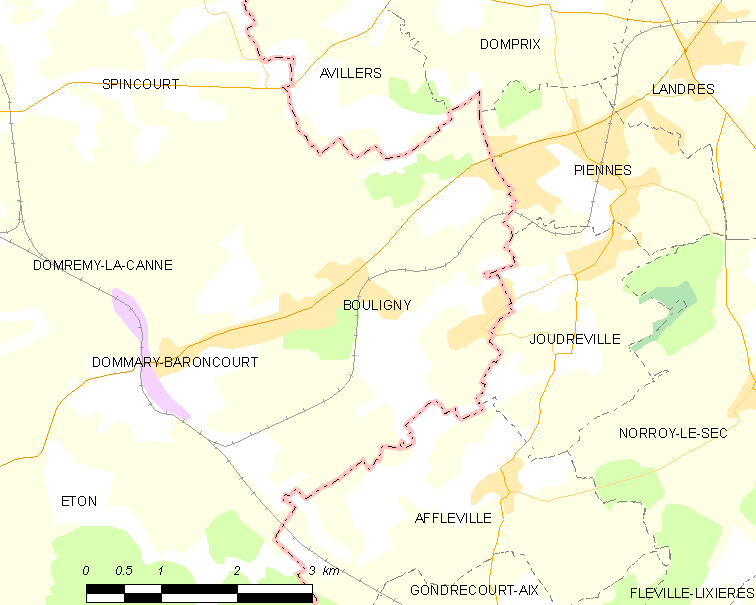
的OSM定位图

布利尼的时区为UTC+01:00、UTC+02:00（夏令时）。

## 行政
布利尼的邮政编码为55240，INSEE市镇编码为55063。

## 政治
布利尼所属的省级选区为布利尼县。

## 人口

1962-2008年间人口变化图示

布利尼于2022年1月1日时的人口数量为2428人。